# ミハイル・コガルニセアヌ (モニター)
NMS ミハイル・コガルニセアヌ (NMS Mihail Kogălniceanu) はルーマニア海軍で運用されたモニター艦である。
ミハイル・コガルニセアヌは河川用モニターとして1907年に進水、就役し、1918年に海上用モニターとなった。第一次世界大戦、第二次世界大戦を戦い、1944年にソ連軍機の攻撃により沈没した。

## 概要

ソビエト連邦海軍時代のイオン・C・ブラティアヌ級モニター、アゾフの上面図 （旧イオン・C・ブラティアヌ、第二次世界大戦後)

ミハイル・コガルニセアヌは4隻建造されたイオン・C・ブラティアヌ級モニターの一隻として1907年にガラツィ造船所で完成した。標準装備で680トン、全装備で750トン、長さ63.5メートル、梁10.3メートル、喫水1.6メートル。 推進機関は2つのエンジンと2つのシャフトに動力を供給する2つのYarrowボイラーで構成され、合計1,800馬力を生成し、13ノットの最高速度を持っていた。ミハイル・コガルニセアヌの装甲は、ベルト、デッキ、砲塔、コーニングタワーで70-75mmであった。第一次世界大戦中、ミハイル・コガルニセアヌは、独立した装甲砲塔に120mmシュコダ海軍砲3隻、120mmシュコダ海軍榴弾砲1本、47mmシュコダ海軍砲4本、ルーマニア製マキシム機関砲2本を搭載していた。第二次世界大戦前の1937-1938年に近代化改修を受け、3つの120mmシュコダ銃は、3つのより長い120mmシュコダ・ボホール砲に置き換えられた。第二次世界大戦中、ミハイル・コガルニセアヌは3つの120mmシュコダ - ボフォール海軍銃、4つの47mmシュコダ海軍砲、2つの37mm SK C / 30対空砲、13mmのホッチキス機関銃を搭載していた。
1918年の初め、ミハイル・コガルニセアヌは海上用モニター艦に転用されることとなった。砲台への波除の装備、海上での揺れ対策が施され、3月の初めに、ミハイル・コガルニセアヌは海上で就役可能となった。

## 第二次世界大戦

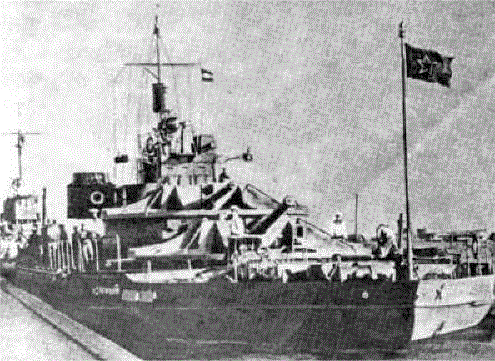
ソ連海軍 モニター艦 ウダルニー

ルーマニアが1941年6月に枢軸軍のソビエト連邦侵攻に加わったとき、ミハイル・コガルニセアヌはソ連海軍からドナウ川河口を守備する艦隊"Tulcea Tactical Group"の旗艦を務めた。 6月の終わりまでに、ミハイル・コガルニセアヌはソビエト海軍と数回交戦し、2隻の補助巡視船を沈めた。7月13日、ミハイル・コガルニセアヌはソ連軍のモニター艦と交戦し、これを沈めあるいは退けた。 翌14日には、ミハイル・コガルニセアヌはソ連軍のモニター艦ウダルニー（Udarnyy）に損傷を与え、後退させた。この海域のソビエト艦隊は7月下旬に撤退した。
1944年8月24日、ルーマニアがソ連と停戦した翌日、ミハイル・コガルニセアヌはソビエト軍機の攻撃により沈没した。